# Ljetna univerzijada 1993.
XVII. Ljetna univerzijada održana je u Buffalu (New York, SAD) od 8. do 18. srpnja 1993. godine.
Najviše je odličja osvojio domaćin SAD (31 zlato, 23 srebra, 19 bronci; ukupno 73 odličja). Hrvatska u svom prvom nastupu nije osvojila nijedno odličje.

## Športovi
- atletika
- bejzbol
- košarka
- mačevanje
- plivanje
- nogomet
- ronjenje
- skokovi u vodu
- vaterpolo
- veslanje
- športska gimnastika
- tenis
- odbojka